# Луб'янка (притока Скавинки)
 Луб'янка (пол. Łubianka) — річка в Польщі, у Мисленицькому повіті Малопольського воєводства. Ліва притока Скавинки, (басейн Балтійського моря).

## Опис
Довжина річки приблизно 3,05 км, найкоротша відстань між витоком і гирлом — 2,48  км, коефіцієнт звивистості річки — 1,23 . Формується безіменними струмками.

## Розташування
Бере початок на північно-східній стороні від парку Гроби. Тече переважно на північний схід і у місті Сулковіце впадає у річку Скавинку, праву притоку Вісли.